# Анрі Паду
Анрі Паду (фр. Henri Padou, 15 травня 1898 — 19 листопада 1981) — французький ватерполіст і плавець.
Учасник Олімпійських Ігор 1920, 1924, 1928, 1936 років.
Олімпійський чемпіон 1924 року.
Бронзовий призер Олімпійських ігор 1928 року.